# Gerard Mooy
Gerard Mooy (Krommenie, 1957) is een Nederlands kunstschilder.

## Loopbaan
Mooy maakt voornamelijk olieverfschilderijen in karakteristieke vorm. Hij schildert hoofdzakelijk landschappen en stillevens. Ook maakt hij schilderijen voor tentoonstellingen en kunstexpositie is verschillende musea in Nederland. Een groot aantal van zijn schilderwerken zijn te vinden in het Museum Belvédère in Heerenveen. Naast kunstschilder is hij ook werkzaam als  sluiswachter in Nauerna.

## Werken
- Citroenboom
- Atlantico 2
- Zee 3
- Opper 10
- Overtoom
- Poes
- Weg 4
- Uitweg
- Egmond 2
- November
- Wijk aan Zee
- Brug
- Duin 2
- Duin 3
- Dobber
- Atlantico
- Oceaan 2
- Park
- Opper 16
- Opper 23
- Sandfirden
- Thalassa
- Boom
- Hoofd 2
- Opper 24
- Zandvoort
- Zon
- Zolder
- Veer
- Vista
- Egmond
- Zee
- Woudpolder
- Duin 1
- Sandfirden 5
- Sluis in Nauerna